# Ян Браунлі
Сер Ян Браунлі QC (англ. Sir Ian Brownlie; 19 вересня 1932, Ліверпуль, Англія — 3 січня 2010, Каїр
, Єгипет) — англійський юрист-міжнародник. Член Комісії міжнародного права ООН, королівський адвокат.

## Загальна інформація
Протягом своєї академічної кар'єри викладав в Університеті Лідса, Університеті Ноттінгема та в коледжах Вадхам і Оксфорд. Був професором міжнародного права в Лондонській Школі Економіки у період з 1976 по 1980 роки. З 1980 до 1999 роки був чилійським професором Публічного Міжнародного права в Оксфордському університеті. У 1979 році перебував на службі в адміністрації американського Президента Джиммі Картера в якості його радника з іранської кризи.
Браунлі був членом британської Академії, а також Асоціації Міжнародного Права та Інституту Міжнародного права.
У 2006 році отримав нагороду імені Вольфганга Фрідманна за міжнародне право.
Ян Браунлі загинув у автокатастрофі в Єгипті 3 січня 2010 року.

## Публікації Яна Браунлі
- Міжнародне право і Використання Сили у відносинах між державами (1963)
- Принципи Публічного Міжнародного права (1966)
- Основні документи з Міжнародного права (1967)
- Основні документи з Прав людини (1971)
- Африканські Межі: Юридична і Дипломатична Енциклопедія (1979)
- Система Права Народів: Відповідальність держави (1983)